# Garcinia mckeaniana
Garcinia mckeaniana är en tvåhjärtbladig växtart som beskrevs av William Grant Craib. Garcinia mckeaniana ingår i släktet Garcinia och familjen Clusiaceae. Inga underarter finns listade i Catalogue of Life.